# Construcciones Metálicas COMANSA
Construcciones Metálicas COMANSA S.A. (торговая марка Linden Comansa) — испанская компания, производитель безоголовочных башенных кранов (типа «flat-top») и комплектов для улучшения их технических характеристик (англ. adaptation kit). Штаб-квартира расположена в городе Уарте, провинция Наварра, Испания.

## История

### Станкостроительная компания IMAUSA
Компания начала свою деятельность в начале 1960-х годов. Под именем «IMAUSA» компания начала выпуск станков и инструментов и поставляла их субподрячикам автомобильной промышленности. Вскоре, компания взялась за выпуск сборных металлоконструкций для промышленного строительства.
С развитием в стране туристического бизнеса и увеличением спроса на жильё и социальную инфраструктуру, в компании было принято решение начать выпуск подъёмных кранов. Первые краны, выпущенные в 1963 году были предельно просты: они представляли собой классические башенные краны с балочной стрелой, а их грузовой момент составлял от 12 т•м до 42 т•м.

### Группа Linden Alimak и первые модульные краны
В 1967 году «Linden» объединяется со шведской Alimak в группу компаний «Linden Alimak». К началу 1970-х годов, компания начала выпуск кранов, грузовой момент которых превышал 200 т•м. В последующие годы разработаны подъёмные машины грузовым моментом свыше 900 т•м. В 1978 году шведской Linden-Alimak созданы первые в линейке модульные безоголовочные краны типа «flat-top», получившие название Linden Modular System 8000.

### Linden Comansa
С поглощением в 1983 году подразделения «Alimak» и дальнейшей покупкой компанией Construcciones Metálicas COMANSA в конце 1980-х годов подразделения Linden, дальнейшей разработкой линейки безоголовочных кранов занялась объединённая компания. А Alimak прекратила заниматься подъёмными кранами и перешла на производство мачтовых рабочих платформ и строительных подъёмников.
В 2001 году компания Linden Comansa представила новую серию LC 2100 из четырёх моделей 21 LC 550 грузоподъёмностью 4т на 80-метровой стреле. Новая серия пришла на смену первой серии кранов Linden Modular System 8000. Единственной выпускаемой моделью из 8000 серии осталась модель тяжёлого крана LC 8952.
В начале 2004 года компания реализует через подрядчиков и дистрибьюторов крупную партию из 92 кранов в Сингапур, Малайзию и Индонезию.
Весной 2004 года компания представила 18-тонную модель 21 LC 210, а осенью — сразу три модели грузоподъёмностью по 5т из серии LC 500: 5 LC 3510, 5 LC 4010, 5 LC 4510.
С 1 декабря 2011 года компания выпускает новую линейку безоголовочных кранов LC 3000, включающую две модели (в трёх исполнениях) грузоподъёмностью 32, 48 и 64т.

## Деятельность

### Структура
- В 2002 году компания открыла американское подразделение «Linden Comansa America» (LCA) в Пайневилле, а с 2005 года в Памплоне действует новый завод ежегодной мощностью 1,5 тыс. кранов[10].
- В 2006 году Linden Comansa открывает в КНР совместную с Jie Holding компанию «Comansa Jie» (CJ). Компания в Ганьчжоу производит подъёмные машины (под индексом JC), предназначенные исключительно для азиатского рынка[11]. 90 % производимых кранов используется на местном рынке[12].

### Руководство и собственники
- Майк Яблонски — Вице-президент LCA.
- Чен Дему — Вице-президент CJ.

### Продукция в разное время
В настоящее время компания выпускает несколько серий модульных башенных кранов Modular System:
- Испанское подразделение. Серия LC и LCL:
Серия LC 500: 5 LC 5010 (5т)[13].
Серия LC 1100.
Серия LC 2100: 21 LC 290 (12т)[13], 21 LC 400 (18т)[14], 21 LC 550 (12, 18, 24т)[15] и 21 LC 750 (24, 36, 48т)[1][16].
Серия LCL 500[17](до 24т)[18].
- Китайское подразделение. Серия CJ[11]:

1. Серия CJ 1000: 10 CJ 140.
2. Серия CJ 2100: 21 CJ 290 (18т)[17].

### Производственные показатели
- В августе 2006 года американское подразделение продало 60 единиц техники трёх серий на 35 миллионов долларов[19].
- За 10 месяцев 2008 года компания выпустила и поставила сингапурским компаниям 50 башенных кранов. Из них более 30 единиц выпущено китайским подразделением CJ, а 13 — испанским LC[20].
- За всю историю компанией Linden Comansa были изготовлены и поставлены около 12000 кранов. Ещё около 6 тысяч произведено ранее совместной Linden-Alimak в Швеции.

### Экспорт
Продукция компании поставляется в более чем 40 стран мира: Вьетнам, Бельгия, Болгария, Бразилия, Иордания, Канада, Катар, КНР, Латвия, Украина, Сингапур, США и т. д.

## Интересные факты
- В одном из эпизодов фильма «Казино Рояль» с Дэниэлом Крейгом, один из используемых башенных кранов — Linden Comansa модели 5211[27].